# Pfarrkirche Pusarnitz

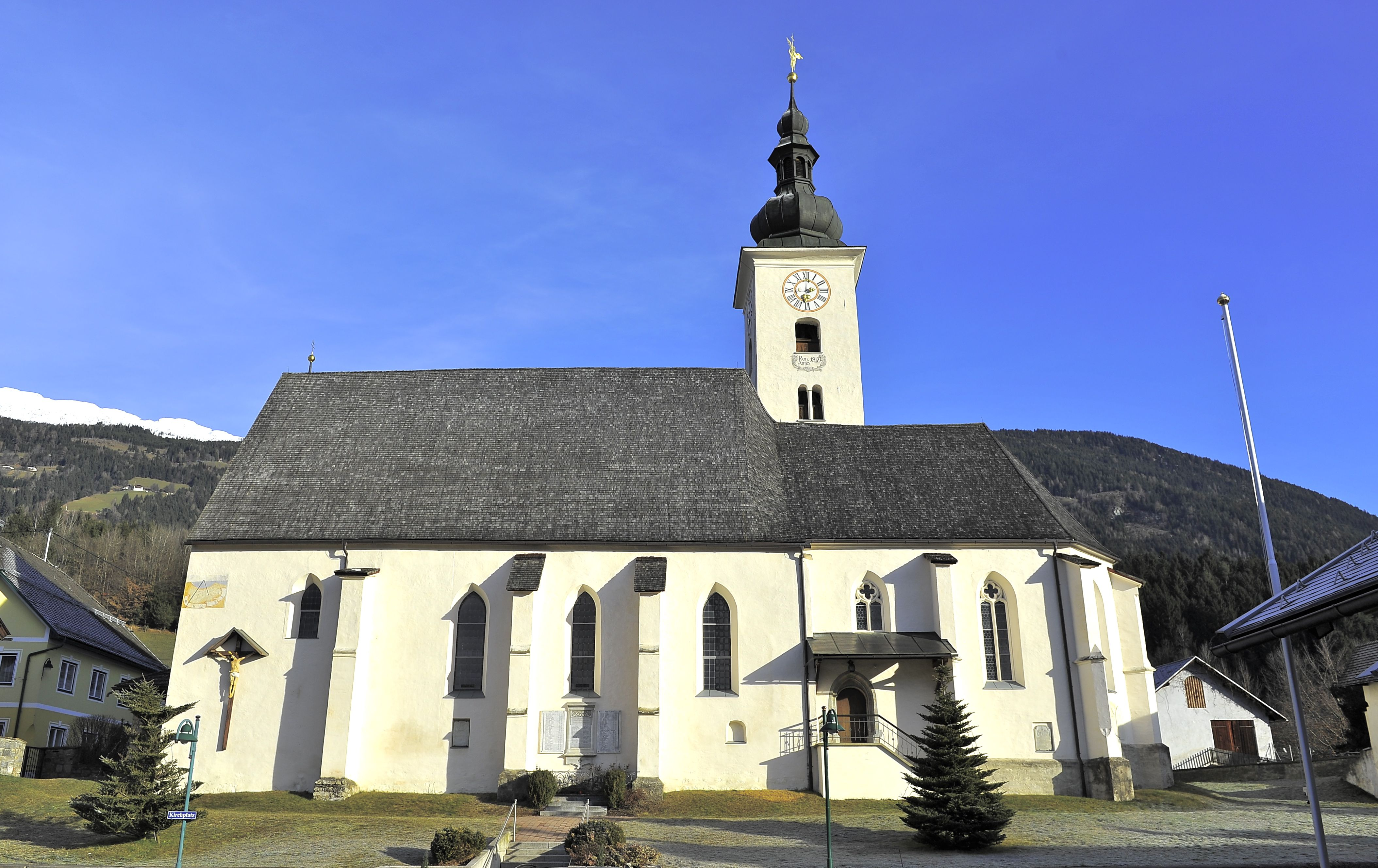
Katholische Pfarrkirche hl. Michael in Pusarnitz

Die römisch-katholische Pfarrkirche Pusarnitz steht in der Ortschaft Pusarnitz der Marktgemeinde Lurnfeld im Bezirk Spittal an der Drau in Kärnten. Die dem Patrozinium Erzengel Michael unterstellte Kirche gehört zum Dekanat Spittal an der Drau in der Diözese Gurk-Klagenfurt. Die Kirche und die wehrhafte Friedhofsummauerung stehen unter Denkmalschutz (Listeneintrag).

## Geschichte
Urkundlich wurde 1072 eine Kirche genannt. Die Pfarre wurde 1166 gegründet.
Der im Kern romanische und spätgotische Kirchenbau wurde im Ende des 17. Jahrhunderts barockisiert und um ein westliches Langhausjoch erweitert. Restaurierungen waren 1834 und 1850.

## Architektur
Die Kirche ist von einer ehemaligen Wehrmauer umgeben, diese wurde teils abgetragen, die Tormauern im Westen und Osten sind erhalten.
Das Kirchenäußere zeigt ein Langhaus und einen Chor mit einem Dreiachtelschluss mit zweifach abgetreppten dreikantigen Strebepfeilern. Der Nordturm springt etwas in das erste Chorjoch ein, er hat Biforenschallfenster und darüber barocke Korbbogenfenster, er trät einen Zwiebelhelm. Östlich des Turmes und nördlich des Chores steht der Sakristeianbau. An der ungegliederten nördlichen Langhauswand stehen Anbauten. Das spitzbogige profilierte Westportal aus 1519 zeigt im Bogenfeld das Steinmetzzeichen von Laurenz Rieder, das ähnliche Südportal nennt im spitzbogigen Tympanon 1527. An der Nordwand des Chores ist wohl ein spätromanisches Steinköpfchen vermauert.
Das Kircheninnere zeigt ein einschiffiges vierjochiges Langhaus, in den drei östlichen Jochen unter einem Netzrippengewölbe mit einer Scheitelrippe und Schlusssteinen mit Wappen, Köpfen und Steinmetzzeichen. Die westliche Musikempore ist barock. Der spitzbogige profilierte Triumphbogen ist leicht eingezogen. Der Chor hat ein Netzrippengewölbe auf polygonalen Wandvorlagen mit Wappenschlusssteinen, nördlich im Chor befindet sich ein spätgotisches abgefastes Sakristeiportal, über eine Verlängerung führt ein Aufgang zur Kanzel.

## Einrichtung
Der Hochaltar aus der Mitte des 18. Jahrhunderts hat eine offene konkave geschwungene Säulenarchitektur und Opfergangsportale. Der reiche figürliche Schmuck zeigt zentral den hl. Michael in der Glorie und seitlich Schutzengel und Guter Hirte, im Aufsatz Mariä Krönung und Engel.
Der linke Seitenaltar aus 1698 zeigt das Bild Gang Mariä mit Jesusknaben, Josef und Engel. Der rechte Seitenaltar zeigt das Bild hl. Antonius und Gottesmutter und im Aufsatz das Bild hl. Anna. Die Kanzel aus dem vierten Viertel des 18. Jahrhunderts trägt auf dem Schalldeckel die Figur Moses. Der Taufstein um 1600 trägt einen barocken Aufsatz um 1700.
Das intarsierte geschnitzte barocke Chorgestühl wohl um 1754 zeigt einzigartig die Darstellungen Geburt Christi, Guter Hirte, Erzengel Michael, Mariä Verkündigung und Aufnahme der Heiligen Familie und wurde 1998 restauriert.
Die Orgel aus 1988 hat ein barockisiertes Gehäuse. Eine Glocke nennt Hieronymus Egker aus Villach 1558. Eine Glocke nennt Hans Selos 1493. Eine Glocke nennt Lukas Grassmayer 1686.

## Grabdenkmäler
Außen
- An der Nordwand eine Wappengrabplatte aus weißem Marmor zu Ulrich von Weispriach 1493.
- An der West- und Nordwand Grabplatten aus dem 18. und 19. Jahrhundert.

Innen
- An der nördlichen Chorwand eine Wappengrabplatte 1735.